# ناگاشیما، کاگوشیما
ناگاشیما، کاگوشیما (به لاتین: Nagashima, Kagoshima) یک منطقهٔ مسکونی در ژاپن است که در استان کاگوشیما واقع شده‌است. ناگاشیما  ۱۲٬۱۷۳ نفر جمعیت دارد.

## جمعیت
از آوریل ۲۰۱۷، این شهر دارای جمعیت تخمینی ۱۰۱۲۴ نفر و تراکم ۸۷ نفر در هر کیلومتر مربع است.

## جغرافیا
جزیره ناگاشیما که اکثر مناطق شهر را تشکیل میدهد، درست در جنوب آماکوسا قرار دارد و از طریق پل کرونوستو اوهاشی به سرزمین اصلی کیوشو متصل میشود.
- فهرست شهرهای ژاپن